# FOLR1
FOLR1 (англ. Folate receptor 1) – білок, який кодується однойменним геном, розташованим у людей на короткому плечі 11-ї хромосоми. Довжина поліпептидного ланцюга білка становить 257 амінокислот, а молекулярна маса — 29 819.
| 10         |  | 20         |  | 30         |  | 40         |  | 50         |
| ---------- |  | ---------- |  | ---------- |  | ---------- |  | ---------- |
| MAQRMTTQLL |  | LLLVWVAVVG |  | EAQTRIAWAR |  | TELLNVCMNA |  | KHHKEKPGPE |
| DKLHEQCRPW |  | RKNACCSTNT |  | SQEAHKDVSY |  | LYRFNWNHCG |  | EMAPACKRHF |
| IQDTCLYECS |  | PNLGPWIQQV |  | DQSWRKERVL |  | NVPLCKEDCE |  | QWWEDCRTSY |
| TCKSNWHKGW |  | NWTSGFNKCA |  | VGAACQPFHF |  | YFPTPTVLCN |  | EIWTHSYKVS |
| NYSRGSGRCI |  | QMWFDPAQGN |  | PNEEVARFYA |  | AAMSGAGPWA |  | AWPFLLSLAL |
| MLLWLLS    |  |            |  |            |  |            |  |            |

A: Аланін

C: Цистеїн

D: Аспарагінова кислота

E: Глутамінова кислота

F: Фенілаланін

G: Гліцин

H: Гістидин

I: Ізолейцин

K: Лізин

L: Лейцин

M: Метіонін

N: Аспарагін

P: Пролін

Q: Глутамін

R: Аргінін

S: Серин

T: Треонін

V: Валін

W: Триптофан

Кодований геном білок за функцією належить до рецепторів. 
Задіяний у такому біологічному процесі, як транспорт. 
Локалізований у клітинній мембрані, мембрані, цитоплазматичних везикулах, ендосомах.
Також секретований назовні.

## Захворювання
Мутації гена FOLR1, що кодує рецептор, можуть призводити до розвитку церебральної фолатної недостатності, при якій рівні 5-MTHF у спинномозковій рідині значно знижені, незважаючи на нормальні рівні у сироватці крові.